# Bascom (Florida)
Bascom ist eine Stadt im Jackson County im US-Bundesstaat Florida. Das U.S. Census Bureau hat bei der Volkszählung 2020 eine Einwohnerzahl von 87 ermittelt.

## Geographie
Bascom liegt rund 20 km nordöstlich von Marianna sowie etwa 110 km nordwestlich von Tallahassee.

## Demographische Daten
Laut der Volkszählung 2010 verteilten sich die damaligen 121 Einwohner auf 56 Haushalte. Die Bevölkerungsdichte lag bei 201,7 Einw./km². 86,8 % der Bevölkerung bezeichneten sich als Weiße und 9,9 % als Afroamerikaner. 3,3 % gaben die Angehörigkeit zu einer anderen Ethnie an. 3,3 % der Bevölkerung bestand aus Hispanics oder Latinos.
Im Jahr 2010 lebten in 35,4 % aller Haushalte Kinder unter 18 Jahren sowie 35,4 % aller Haushalte Personen mit mindestens 65 Jahren. 66,7 % der Haushalte waren Familienhaushalte (bestehend aus verheirateten Paaren mit oder ohne Nachkommen bzw. einem Elternteil mit Nachkomme). Die durchschnittliche Größe eines Haushalts lag bei 2,52 Personen und die durchschnittliche Familiengröße bei 3,22 Personen.
31,4 % der Bevölkerung waren jünger als 20 Jahre, 21,5 % waren 20 bis 39 Jahre alt, 19,9 % waren 40 bis 59 Jahre alt und 27,3 % waren mindestens 60 Jahre alt. Das mittlere Alter betrug 37 Jahre. 47,9 % der Bevölkerung waren männlich und 52,1 % weiblich.
Das durchschnittliche Jahreseinkommen lag bei 55.625 $, dabei lebten 9,8 % der Bevölkerung unter der Armutsgrenze.
Im Jahr 2000 war englisch die Muttersprache von 100 % der Bevölkerung.

## Verkehr
Größere Straßen in der Nähe sind die Florida State Roads 2 und 71 (jeweils rund 5 km entfernt). Der nächste Flughafen ist der Dothan Regional Airport (rund 70 km nordwestlich).

## Söhne und Töchter der Stadt
- Faye Dunaway (* 1941), Schauspielerin, Regisseurin, Produzentin und Drehbuchautorin